# Coryphospingus cucullatus
Coryphospingus cucullatus là một loài chim trong họ Thraupidae.